# Karabin Gew43
Gewehr 43 (Gew43, G43) lub Karabiner 43 (Kar43, K43) – niemiecki karabin samopowtarzalny z okresu II wojny światowej zasilany amunicją 7,92 × 57 mm.

## Historia konstrukcji
Pod koniec lat 30. XX w. podstawową indywidualną bronią strzelecką Wehrmachtu był karabinek powtarzalny Mauser Kar98k. Planowano zastąpienie go karabinem samopowtarzalnym. Zadanie skonstruowania nowej broni powierzono firmom Carl Walther Waffenfabrik oraz Mauser-Werke Oberndorf Waffensysteme GmbH.
Karabiny tych firm Gew41(M) i Gew41(W) działały na zasadzie wykorzystania energii gazów prochowych odprowadzanych z wylotu lufy. Różniły się sposobem ryglowania: karabin firmy Mauser był ryglowany przez obrót zamka, a Walther ryglami rozchylnymi.
Początkowo produkowano oba typy karabinów Gew41, ale wysoka zawodność karabinu Gew41(M) sprawiła, że jego produkcję wstrzymano. Produkcję Gew41(W) kontynuowano, ale nadal próbowano udoskonalić jego konstrukcję.
Po niemieckim ataku na ZSRR w 1941 roku w ręce niemieckie dostały się duże ilości radzieckiej broni. Szczególnie duże zainteresowanie wzbudził karabin samopowtarzalny SWT. Podobnie jak Gew41(W) działał on na zasadzie odprowadzania gazów prochowych, ale odprowadzane były one przez boczny otwór lufy. Niemcy wcześniej odrzucali taki układ, ponieważ uważali, że odprowadzanie gazów z lufy przed opuszczeniem jej przez pocisk znacząco zmniejszy jego prędkość początkową. Testy karabinów radzieckich wykazały, że obniżenie prędkości wylotowej jest znikome.
Efektem testów SWT było powstanie karabinu łączącego konstrukcję Gew41(W) z mechanizmem gazowym SWT. Drugim zapożyczeniem z SWT było zastosowanie magazynków wymiennych (Gew41(W) miał magazynek stały, ładowany przy pomocy łódek). Jednocześnie przekonstruowano część mechanizmów karabinu, dzięki czemu stało się możliwe szersze zastosowanie przy produkcji technologii tłoczenia, a w rezultacie obniżenie czaso- i materiałochłonności produkcji karabinu.
W październiku 1943 roku nowy karabin został przyjęty do uzbrojenia jako Gewehr 43 (Gew43). W 1944 roku zmieniono jego nazwę na Karabiner 43 (Kar43). Do końca wojny wyprodukowano ponad 400 000 karabinów Gew43/Kar43, w tym 53 000 wyposażonych w celowniki optyczne Zielfernrohr 43 (ZF 4) o powiększeniu 4×. Po wojnie wersja z celownikiem optycznym była używana przez armię czechosłowacką.

## Opis techniczny
Gew43/Kar43 był bronią samopowtarzalną. Automatyka broni działała na zasadzie odprowadzania gazów prochowych, tłok gazowy o krótkim skoku, zamek ryglowany ryglami rozchylnymi. Broń strzelała z zamka zamkniętego. Mechanizm spustowy z możliwością strzelania ogniem pojedynczym. Zasilanie z pudełkowych magazynków o pojemności 10 naboi. Magazynki można również ładować za pomocą pięcionabojowych łódek amunicyjnych karabinka Kar98k. Przyrządy celownicze składały się z muszki i celownika krzywiznowego (ze szczerbiną). Kolba połączona z łożem, drewniana. Na lufie można było montować garłacz (Schiessbecher) lub tłumik dźwięku (Schalldämpfer).